# Cresta del sud-oest de l'Índia

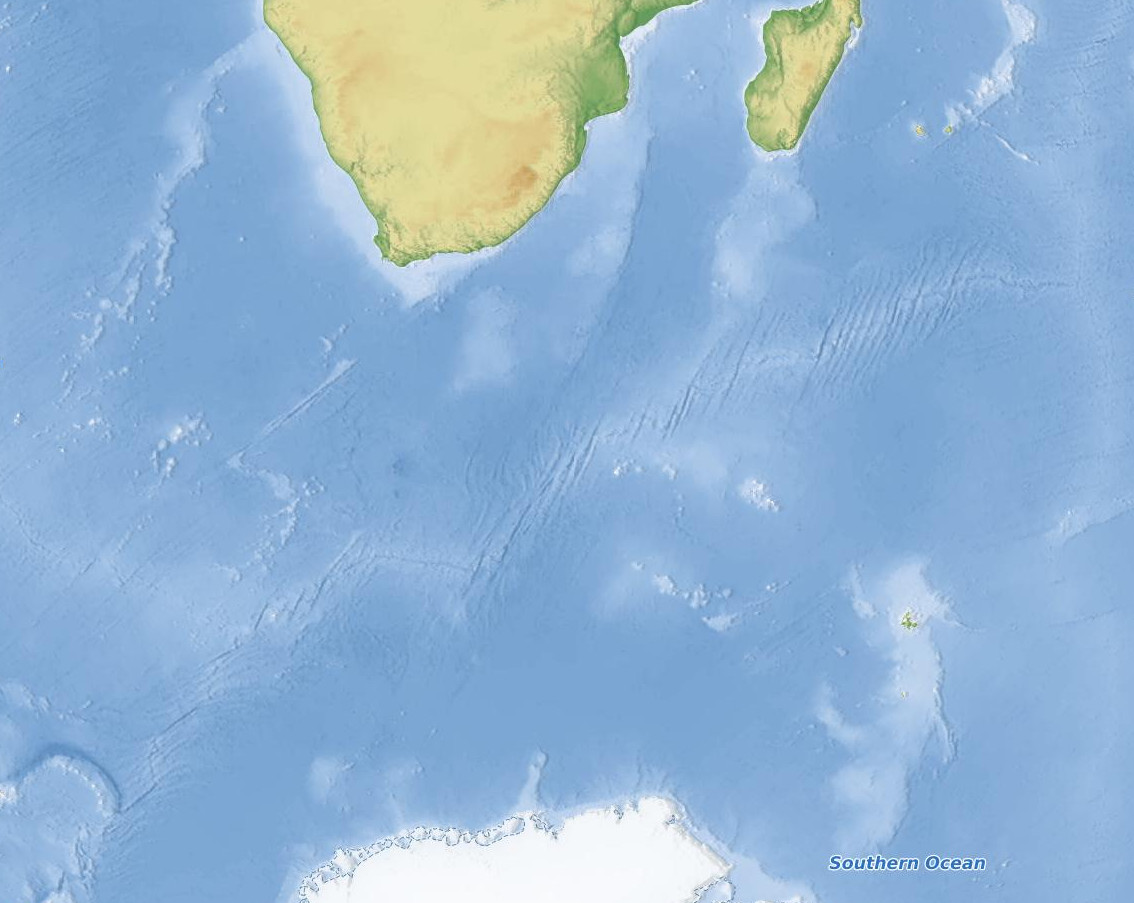
Separant les plaques africana (o nubiana - somalí) i antàrtica, la cresta del sud-oest de l'Índia (SWIR) s'estén per 7700 km de l’oceà Atlàntic a l’oceà Índic. Amb una taxa d’extensió mitjana de 14-15mm/any, el SWIR és una de les crestes oceàniques de creixement més lent de la Terra. Caracteritzat per nombroses grans compensacions de transformació, la major part del SWIR és altament segmentat i obliquo en relació amb la direcció de propagació.

La cresta sud-oest de l'Índia (SWIR) és una dorsal oceànica situada al llarg dels fons del sud-oest de l'Oceà Índic i el sud-est de l'Oceà Atlàntic. Un límit divergent de la placa tectònica que separa la placa somali al nord de la placa antàrtica al sud, la SWIR es caracteritza per uns índexs d’extensió ultra-lents, només superen els de la cresta de Gakkel a l’Àrtic. Mostra un ràpid allargament del seu eix entre les dues triples cruïlles que la flanquegen: Rodrigues (20° 30′ S, 70° 00′ E / 20.500°S,70.000°E) a l'oceà Índic i Bouvet (54° 17′ S, 1° 5′ O / 54.283°S,1.083°O) a l'oceà Atlàntic.

## Emplaçament geològic

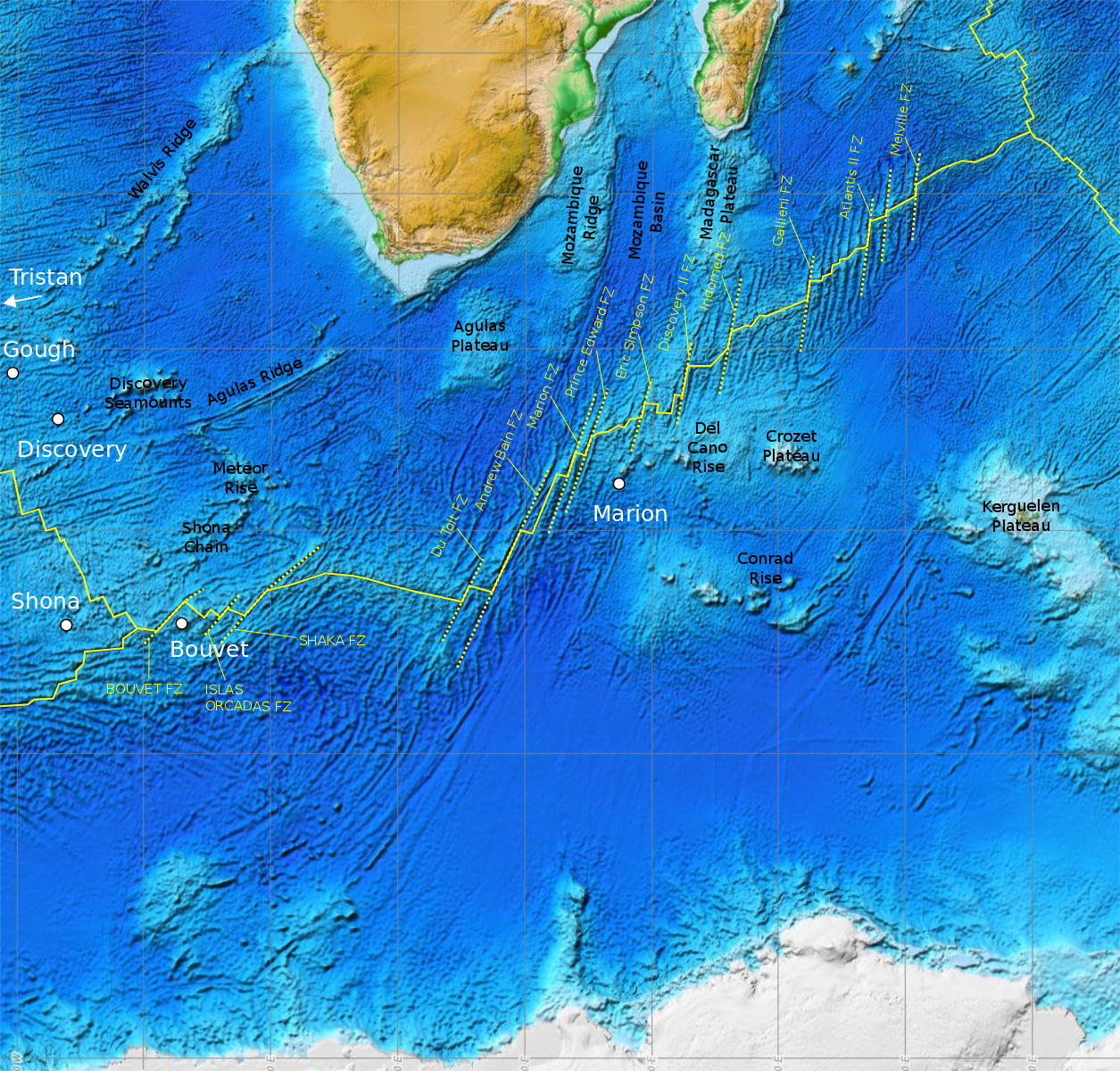
Topografia del SWIR. Els punts blancs són punts calents, les línies discontínues són zones de fractura.

### Taxes d'extensió
La velocitat de propagació al llarg del SWIR varia: la transició entre lenta (30 mm / any) i ultra-lent (15 mm / any) la propagació es produeix a l’anomalia magnètica C6C (ca. 24 Ma). Això es produeix entre els 54°-67°E, la part més profunda, i potser la més freda i la més pobra en fosa, que forma part del sistema de dorsals oceàniques de la Terra. El gruix de l'escorça disminueix ràpidament a mesura que les taxes d’extensió baixen per sota de c. 20 mm / any i al SWIR hi ha absència d'activitat volcànica al llarg de trams de 100 km (62 mi) de l'eix de la carena.
Al llarg de grans seccions, el SWIR corre obliquament en relació amb la direcció d’extensió, normalment aproximadament 60°. Com que la obliqüitat augmenta la longitud de la cresta mentre disminueix la velocitat de pujada del mantell, el SWIR és de transició entre les crestes lentes i ultra-lentes. Les seccions d’extensió lenta del SWIR tenen segments magmàtics units per falles de transformació, mentre que les seccions ultra-lentes manquen d’aquestes transformacions i tenen segments magmàtics units per abeuradors amagmàtics.

### Límits de plaques difuses
La propagació al SWIR és lenta, però els límits de la placa formen intersecció amb la placa africana (Nubia) i la somali, molt més lentes però més difuses. La variació de les taxes d’extensió indica que el SWIR no és un centre d’extensió entre dues plaques rígides, sinó que la placa africana única prèviament assumida al nord del SWIR es divideix de fet en tres plaques: les plaques de Nubia, Lwandle i Somàlia.
La ubicació al SWIR d'aquesta "difusa" triple unió entre les plaques nubiana, somalí i antàrtica s'ha estimat entre 26° E i 32° E o just a l'oest de la falla transformant Andrew Bain. Aquesta triple unió difusa forma l'extrem sud del sistema de Rift de l'Àfrica Oriental.

### Roques juràssiquesin situ
Les roques datades en 180 Ma amb zircons en diorita i gabre, van ser dragades des d’un lloc a 60 km al sud del SWIR el 2010. Aquesta edat és comparable a la de la ruptura de Gondwana, l’obertura de l’oceà Índic i l'emplaçament de la gran província ígnia de Karoo-Ferrar (179-183 Ma), en fort contrast amb l'edat neògena del fons oceànic a prop del SWIR. Es pot suposar que les roques van ser dipositades a prop del SWIR per una força externa, com ara transportat pel gel o un tsunami, però el SWIR es troba lluny de qualsevol marge continental i s'han identificat roques d'edat similar des del dorsal Atlàntic. Si les roques sortissin directament del mantell, hauria perdut la major part del seu plom isotòpic. Les pedres provinents de masses de gel solen mostrar signes d’arrodoniment.

## Història tectònica
El SWIR es caracteritza per zones de fractura profundes, sub-paral·leles i ben delimitades, de vegades més de 6000 km, delimitat per llandes elevades, de vegades arribant fins als 2.000 m per sota del nivell del mar. Aquestes zones de fractura són molt llargues i sovint s'alineen amb estructures més antigues properes a les plataformes continentals. Aquestes zones de fractura, i les seves extensions a la conca d'Agulhas, són línies de flux que descriuen el moviment d'Àfrica i l'Antàrtida des de la ruptura de Gondwana al Cretaci final.
El SWIR es va obrir durant la ruptura de Gondwana quan l'Antàrtida va separar-se d'Àfrica durant la creació de la gran província ígnia de Karoo al Permià-Triàsic c. 185-180 Ma al que ara és la conca de Moçambic i el mar de Riiser-Larsen. La direcció que s'estenia entre els continents va començar a canviar cap al 74 Ma i 69-64 Ma quan la propagació es va alentir (c. 1 cm/any) i va canviar l'orientació a NE-SW. Les zones de fractura properes a la zona de fractura Prince Edward són de l'Eocè, molt més joves del que es podria suposar per la seva longitud.

## Subseccions

### Bouvet TJ–Andrew Bain TF
L'extrem occidental del SWIR, conegut com a Bouvet Ridge, està delimitat per les transformacions de Bouvet i Moshesh al nord i al sud respectivament. El Bouvet Ridge fa 110 km amb una taxa de propagació completa de 14,5 mm/any durant els últims 3 Ma. La vall axial té una profunditat d'un quilòmetre, típica de les carenes d'extensió lenta, i 16 km d'amplada, inusualment ampla. L'eix de l'edat zero és de 2.000 m per sota del nivell del mar al segment central, però més profund més a prop de les dues transformacions: és aproximadament un quilòmetre menys profund que dorsals similars de propagació lenta, probablement a causa de la proximitat del BTJ.
Entre els 9 i els 25°E, el SWIR tendeix a EW i no té transformacions. Aquesta secció està formada per segments d'acreció magmàtica ortogonal units per segments d'acreció amagmàtica oblics.
La porció obliqua d'aquesta àrea (de 9 a 16 ° E), el supersegment oblic és molt variable en orientació axial, que va des de l'ortogonal fins als 56 °, i la seva sèrie de segments magmàtics i amagmàtics produeix magmatisme bruscament fluctuant i ultralent. A l'oest d'una discontinuïtat a 16°E la profunditat axial baixa 500 m i hi ha un canvi brusc de morfologia i magnetisme. A l'extrem occidental d'aquesta àrea (9°30'–11°45') un curt segment de cresta magmàtica talla la ZF de Shaka. La topografia rugosa aquí enfosqueix el SWIR que s'endinsa en el flanc occidental de la muntanya submarina Joseph Mayes, un dels pocs centres volcànics al llarg del supersegment oblic. La muntanya submarina divideix un antic bloc de peridotita, les restes del qual surten a banda i banda de la carena, i omple la vall del rift entremig, donant lloc a un volcà de doble pic assegut al SWIR. A l'est de la muntanya submarina (11°30'-10°24'E) hi ha un segment amagmàtic profund de 180 km de llargada i 4.200 m d'amplada. Arriba a una profunditat màxima de 4.700 m, i la seva part més profunda té un sòl rugós buit de signes de vulcanisme recent però ple de blocs d'horst irregulars parcialment fet de peridotita serpentinitzada.
El supersegment ortogonal (de 16 a 25 ° E), en canvi, és gairebé perfectament ortogonal respecte a la direcció d'extensió i es compon de segments d'acreció magmàtica units per desplaçaments curts sense transformació. Quan l'obliqüitat del SWIR augmenta, també augmenta la seva longitud. Aquest allargament es tradueix en una disminució de la surgència del mantell i una geometria de cresta característica de les crestes d'extensió ultralenta (<12 mm/any). El supersegment ortogonal és similar als segments més grans de la dorsal de l'Atlàntic Mitjà.

### Andrew Bain TF
Una sèrie de zones de fractura— Du Toit, Andrew Bain, Marion i el príncep Edward— compensa el SWIR de 1.230 km entre 45°S,35°E—53°S,27°E. El més gran d'ells, l'Andrew Bain FZ de 750 km de llargada, és on el límit entre Núbia i Somàlia creua el SWIR. La secció activa de l'Andrew Bain TF representa la compensació més gran d'edat (65 Ma) de qualsevol falla de transformació oceànica i també és la més ampla (120 km). La seva extensió s'estén al sud des de l'escarpa de Moçambic (entre la dorsal i la conca de Moçambic) fins a la dorsal d'Astrid davant l'Antàrtida. A l'est de l'Andrew Bain TF hi ha el Marion Swell el geoide alt de l'oceà Austral, entre 35°E i 50,5°E, i l'altiplà de Madagascar i la pujada Del Cano. El SWIR travessa el flanc de l'onatge abans d'arribar al punt calent de Marion a 36 °E.
L'illa Marion, on es troba el punt calent de Marion, es troba a 250 km del SWIR a l'escorça de 28 Ma. L'illa Bouvet, situada a 300 km des de la triple cruïlla de Bouvet i 55 km del SWIR, es troba a l'escorça de 7 Ma, tot i que no s'ha determinat la ubicació exacta del punt calent de Bouvet.

### Andrew Bain TF–Melville FZ
Entre el punt calent de Marion i Gallieni FZ hi ha una segmentació irregular amb una profunditat axial relativament baixa. Entre Prince Edward FZ i Atlantis II FZ (35–57°E), totes les principals falles de transformació (i els seus 35 Ma associats a anomalies magnètiques) tenen una tendència cada cop més directa de nord a sud. Les anomalies magnètiques a la conca de Moçambic indiquen que aquesta és la direcció d'expansió dominant durant els darrers 80 Ma.
Els canvis importants a Discovery FZ (42°E), Galliene FZ (52°E) i Melville FZ (60°E) defineixen la segmentació a gran escala del SWIR. La profunditat axial mitjana varia entre 4.730 m entre Melville FZ i Rodrigues TJ, una secció sostinguda per escorça fina o mantell fred, fins a 3.050 m entre Andrew Bain FZ i Discovery FZ, una secció afectada pel punt calent de Marion.
Entre les ZF Indomed i Gallieni, el SWIR és més poc profund i té un subministrament de magma més elevat que les seccions més profundes veïnes; l'escorça també és més gruixuda i/o el mantell més calent. Això probablement es deu a la interacció amb el punt calent de Crozet, l'augment del magmatisme del qual va donar lloc al gran altiplà volcànic de Crozet fa 10 Ma. El punt calent també desencadena columnes tèrmiques i incorpora petites quantitats de material del mantell inferior (donant com a resultat una signatura mixta de basalt de l'illa oceànica (OIB) i basalt de la dorsal oceànica (MORB)). El punt calent/Bank de Crozet es troba, però, a més de 1.000 km de la interacció SWIR i punt calent a distàncies superiors a 500 km, teòricament, se suposa que és insignificant. Tanmateix, els punts calents de Kerguelen i Reunió estan interactuant probablement amb la cresta índia sud-est i la dorsal índia central a distàncies similars, tal com suggereixen les cadenes i els alineaments volcànics que connecten aquestes dorsals i punts calents. L'absència d'aquests alineaments entre el SWIR i Crozet es pot explicar per l'edat i el gruix de la placa - es creu que les plaques de més de 25 Ma són massa gruixudes perquè penetri la columna tèrmica.
Entre les FZ de Gallieni i Melville, el SWIR era originalment aproximadament perpendicular a la direcció d'extensió amb pocs i petits desplaçaments. Fa uns 40 Ma, un canvi en el sentit de les agulles del rellotge en la direcció d'extensió va donar com a resultat desplaçaments uniformement espaiats i un terreny més accidentat. Des d'aleshores, la falla transformadora de l'Atlantis II ha crescut mentre que els desplaçaments a l'oest i a l'est han començat a desaparèixer. Uns 40 Ma en el futur, les falles de transformació de Gallieni, Atlantis II i Melvilles continuaran creixent mentre que els segments SWIR entre elles mantindran la major part de la seva longitud i forma actuals.

### Melville FZ–Rodrigues TJ
A l'est de l'Indomed FZ (al sud de Madagascar), el SWIR és el producte dels 64 milions d'anys de propagació cap a l'est de la triple cruïlla de Rodríguez. Aquesta secció es compon de discontinuïtats sense transformació espaiades regularment, segments amagmàtics oblics curts i les transformades d'Atlantis II, Novara i Melville. Un augment de la profunditat axial a l'est de 49°E reflecteix una extensió no magmàtica.
La segmentació i la morfologia a la vall axial del SWIR més oriental és exclusiva de les crestes d'extensió ultra lenta. Els segments de carena de 3000 m d'alçada estan units per segments axials de més de 100 km de llarg. No hi ha vulcanisme en aquest tram. Els flancs de l'eix de la carena són amples i no tenen capa d'escorça volcànica. Aquests flancs són arrodonits i llisos i no tenen el patró ondulat associat als complexos del nucli oceànic. Aquest fons marí no volcànic està format per roques derivades del mantell alterades per l'aigua de mar portades a la superfície per falles de despreniment a gran escala. Durant els darrers 10 Ma aquestes falles de despreniment han girat cap endavant i cap enrere per l'eix de la carena i han produït gairebé tota la divergència al llarg d'aquesta secció del SWIR.
Al SWIR més oriental, a l'est de Melville FZ (60°45' E), el mantell és inusualment fred i l'escorça fina (3,7 km de mitjana) donant lloc només a una fusió parcial del mantell i una disminució del subministrament de fosa al SWIR en aquesta regió. Aquesta escassetat de subministrament de magma ha donat lloc a menys muntanyes submarines però més altes a l'est de Melville; hi ha més de 100 muntanyes submarines per 10.000 km² a uns 50 m d'alçada a l'oest de Melville mentre que a l'est de Melville hi ha menys de 10 muntanyes submarines per 10.000 km² de més de 100 m d'alçada.

## Història tectònica
El SWIR es caracteritza per zones de fractura profundes, subparal·leles i ben delimitades, de vegades superiors a 6.000 km, delimitada per vores elevades, de vegades arribant fins a 2.000 m sota el nivell del mar. Aquestes zones de fractura són molt llargues i sovint s'alineen amb estructures més antigues prop de les plataformes continentals. Aquestes zones de fractura, i les seves extensions a la conca d'Agulhas, són línies de flux que descriuen el moviment d'Àfrica i l'Antàrtida des de la ruptura de Gondwana al Cretaci superior.
El SWIR es va obrir durant la ruptura de Gondwana quan l'Antàrtida es va separar d'Àfrica durant la gran província ígnia del Karoo Permià-Triàsic c. 185–180 Ma en el que ara és la conca de Moçambic i el mar de Riiser-Larsen. La direcció d'expansió entre els continents va començar a canviar fa uns 74 Ma i fa 69–64 Ma es va alentir (c. 1 cm/any) després va canviar l'orientació a NE-SW. Les zones de fractura prop de Prince Edward FZ són de l'Eocè, molt més joves del que es podria suposar per la seva longitud.